# Dmitri Karakozov
 (mars 2014).
Si vous disposez d'ouvrages ou d'articles de référence ou si vous connaissez des sites web de qualité traitant du thème abordé ici, merci de compléter l'article en donnant les références utiles à sa vérifiabilité et en les liant à la section « Notes et références ».

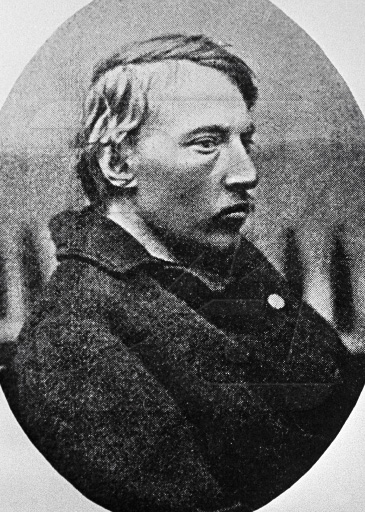
Dmitri Karakozov.

Dmitri Vladimirovitch Karakozov (en russe : Дмитрий Владимирович Каракозов), né le 23 octobre 1840 (4 novembre dans le calendrier grégorien) et pendu le 3 septembre 1866 (15 septembre dans le calendrier grégorien), est un révolutionnaire russe qui attenta contre la vie de l'empereur Alexandre II de Russie en avril 1866. Karakazov fut le premier d'une longue série à tenter d'assassiner Alexandre II, qui finira sous les bombes des terroristes de Narodnaïa Volia le 1er mars 1881 (13 mars dans le calendrier grégorien).

## Biographie

### Formation
Dmitri Karakozov est né dans une famille de petite noblesse à Saratov. Il a grandi en détestant sa classe sociale parce que tout ce qu'elle faisait, était de « sucer le sang des paysans ».
Dmitri Karakozov étudia à l'université de Kazan de 1861 à 1864, puis à l'université de Moscou de 1864 à 1866. Il fut expulsé de l'université en raison de sa conduite et cet événement le conduisit à la dépression et à une tentative de suicide ratée.
Au début de 1866, il devint membre de l'« aile révolutionnaire » de l'organisation Ichoutine, fondée par son cousin Nikolaï Ichoutine à Moscou en 1863. Au printemps 1866, Dmitri Karakozov arriva à Pétersbourg pour assassiner l'empereur Alexandre II. Il distribua un tract manuscrit intitulé Друзьям-рабочим (À mes amis travailleurs), dans lequel il incitait les gens à la révolte. Il écrivit un manifeste au gouverneur de Saint-Pétersbourg pour blâmer le pouvoir de la souffrance des pauvres.

### L'attentat
Le 4 avril 1866 (16 avril dans le calendrier grégorien), Dmitri Karakozov fit une tentative d'attentat infructueuse contre la vie de l'empereur Alexandre II aux portes du Jardin d'été à Saint-Pétersbourg. Karakozov s'élança vers Alexandre II, qui sortait du jardin, pour tirer avec une arme à feu, mais la tentative fut déjouée par Ossip Komissarov, un paysan originaire de Kostroma, apprenti chapelier, qui bouscula le coude de Karakozov avant que le coup de feu ne soit tiré, sauvant ainsi la vie de l'empereur. Karakozov tenta de fuir, mais fut facilement capturé par les gardes. Il garda une main dans sa veste, révélant plus tard, avoir tenu de la morphine et la strychnine pour achever lui-même son acte, ainsi que de l'acide prussique pour défigurer le visage. Il fut incarcéré à la forteresse Pierre-et-Paul.

### Le procès
Le procès de Karakozov s'acheva le 31 août 1866 par la condamnation à mort de l'accusé. Dmitri Karakozov implora le pardon et se convertit à l'orthodoxie russe le 1er septembre. Il implora Alexandre II, par écrit : « ... et maintenant, Sire, je vous demande pardon comme chrétien à un autre chrétien et comme homme à un autre homme. » Le lendemain, le président de la Cour suprême lui fit part de la réponse impériale : « Sa Majesté comme chrétien vous pardonne, mais en tant que souverain, elle ne peut le faire. »
La cour suprême le condamna à mort par pendaison et il fut exécuté à Saint-Pétersbourg le 3 septembre 1866. Dix de ses camarades furent condamnés aux travaux forcés en exil — notamment son cousin Nikolaï Ichoutine — et 25 autres furent acquittés.

## Postérité
Après la tentative d’assassinat d’Alexandre II par Dmitri Karakozov, Bakounine adressa une lettre à Alexandre Herzen datée du 19 juillet 1866. Il y salue le courage de Karakozov (que Herzen avait dénoncé comme un fanatique), avant d’expliquer que son acte, tout admirable qu’il soit, n’en est pas moins inutile, dans la mesure où l’assassinat de l'empereur conduirait simplement à son remplacement, de sorte qu’il s’agit de s’attaquer aux positions et non aux hommes qui les incarnent.
Afin de commémorer cet événement, un concours est également ordonné pour la construction d'une grande porte monumentale à l'entrée de la ville de Kiev. Le peintre et architecte Victor Hartmann présente un projet d’inspiration patriotique qui fait aussitôt sensation, mais faute d’argent, le projet sera annulé. C'est néanmoins, cette esquisse qui sert de tableau final à l'œuvre musicale de Modeste Moussorgski, Tableaux d'une exposition.